# Apache Rifles
Apache Rifles (bra: Os Rifles da Desforra, ou Rifles Apaches) é um filme estadunidense de 1964 do gênero faroeste, dirigido por William Witney e estrelado por Audie Murphy e Michael Dante.
Rodado em dezoito dias na região do Mojave, este é o primeiro dos três filmes que Witney e Murphy fizeram juntos.

## Elenco
| Ator/Atriz      | Personagem           |
| --------------- | -------------------- |
| Audie Murphy    | Capitão Jeff Stanton |
| Michael Dante   | Falcão Vermelho      |
| Linda Lawson    | Dawn Gillis          |
| L. Q. Jones     | Mike Greer           |
| Ken Lynch       | Hodges               |
| Joseph Vitale   | Vitorio              |
| Robert Brubaker | Sargento Cobb        |